# John Fitch (inventor)
John Fitch (South Windsor, Estados Unidos, 21 de enero de 1743-Bardstown (Kentucky), 2 de julio de 1798) fue un fabricante de relojes, latonero y herrero que construyó el primer barco de vapor en los Estados Unidos (1786).
El primer intento con éxito de hacer navegar este barco se realizó en el río Delaware el 22 de agosto de 1787, en presencia de una serie de delegados de la Convención Constitucional. Fitch obtuvo la patente el 26 de agosto de 1791, tras una pelea con James Rumsey que había fabricado un invento muy parecido. La idea de Fitch se hizo rentable décadas más tarde gracias a Robert Fulton.
En el otoño de 1777, Fitch vendió cerveza y tabaco a los británicos; George Washington le manifestó a Fitch su desprecio por esta actitud y Fitch se suicidó en 1798.